# L'uomo che sussurrava ai cavalli (film)
L'uomo che sussurrava ai cavalli (The Horse Whisperer) è un film del 1998 diretto e interpretato da Robert Redford e tratto dal romanzo omonimo di Nicholas Evans. 

## Trama
All'alba di un freddo e nevoso fine settimana invernale, la tredicenne Grace e la sua migliore amica Judith, durante una passeggiata a cavallo, si avventurano su una ripida salita innevata nei pressi di un bosco. Il cavallo di Judith, Gulliver, scivola all'indietro su una lastra di ghiaccio,  trascinando con sè in una rovinosa caduta fin sulla strada sottostante, anche Grace e il suo amato cavallo Pilgrim. In quel momento sta sopraggiungendo un grosso camion con rimorchio, e Grace cerca disperatamente di allontanarsi afferrando le redini di Gulliver, ma il grosso autocarro non riesce a frenare in tempo, slitta, e dopo che Pilgrim gli si impenna davanti facendo cadere Grace, investe le ragazze. Le conseguenze sono tragiche: Judith ed il suo cavallo muoiono, mentre Grace, trasportata in ospedale in elicottero, viene salvata, sebbene i medici siano a costretti ad amputarle la gamba destra. Pilgrim viene trovato dai responsabili del maneggio, e dai veterinari, seriamente ferito. Nelle condizioni in cui si trova la soluzione più ovvia sarebbe quello di abbatterlo per evitargli inutili sofferenze, ma a questa decisione si oppone fermamente Annie, la tenace madre di Grace (editor in un giornale di moda), che non vuole procurare alla figlia un altro dolore. Il cavallo viene curato e si ristabilisce. Dopo l'incidente la vita di Grace cambia radicalmente; usa una protesi alla gamba e due stampelle, e cade in un preoccupante stato depressivo, divenendo distaccata ed insofferente, rifiutandosi di parlare coi genitori, di tornare a scuola, e persino di mangiare. Intanto Pilgrim, profondamente traumatizzato, è diventato nervoso e completamente inavvicinabile anche per la stessa Grace, che quando lo incontra ne rimane sconvolta. Ma Annie continua a vedere nell'animale l'unica speranza di poter recuperare la figlia ad una vità più serena. Grazie a una ricerca su Internet, apprende dell'esistenza di un cowboy e allevatore di equini, Tom Booker, che cura i cavalli disturbati e ribelli. Alla prima telefonata di Annie, che gli chiede aiuto, questi rifiuta, ma quando la donna si presenta di persona al suo ranch nel Montana, con Grace e il cavallo, rimane impressionato dalla volitività della donna, ed accetta di aiutare Pilgrim (e attraverso di lui, anche una diffidente Grace).
I primi approcci non sembrano lasciare grandi speranze, ma con pazienza, sensibilità e competenza, Tom riesce a conquistare la fiducia dell'animale. Intanto viene a crearsi anche con Grace un legame sincero, che porta la ragazza a spiegare a Tom il suo profondo malessere. Lei riesce per la prima volta a raccontare la tragedia a cui è sopravvissuta, liberando finalmente tutta la sofferenza che aveva represso per mesi. Nell'ascoltare il racconto, Tom comprende una cosa fondamentale: Pilgrim nell'incidente reagì in modo imprevisto per l'affetto che nutriva per Grace, e per il riflesso naturale di proteggerla, motivo per cui, probabilmente ritenendo di averla delusa e di non essere riuscito a difenderla, era diventato così nervoso e inavvicinabile. Questa spiegazione fa rinascere in Grace il desiderio di riavvicinarsi al puledro, e di tornare a cavalcare, che sarebbe un tutt'uno con il tornare a vivere. In questo 'percorso' Annie e Grace troveranno il modo di mettere in chiaro, lucidamente, ciò che nel loro rapporto era distonico, e che a causa dell'incidente si era ancor più inasprito. Dopo un confronto intenso e commovente, madre e figlia ritroveranno finalmente l'armonia. In parallelo Annie e Tom, dopo reciproche iniziali diffidenze, e discussioni, si innamorano sinceramente. Quando Pilgrim è oramai "guarito" e ha recuperato la sua intesa con Grace, arriva il momento di ritornare alla vita precedente, e, per Grace, alla scuola, quasi dimenticata, di New York. Annie è fortemente combattuta poiché non vorrebbe rinunciare a Tom, ma comprende che per il bene della figlia, e per il marito, per il quale nutre ancora affetto, deve sacrificare questo sentimento. Annie e Tom sono quindi destinati a separarsi con un romantico ma doloroso addio, consapevoli comunque di avere vissuto insieme un'esperienza indimenticabile, compreso l'amore che hanno scoperto l'uno nell'altro.
Il film si conclude con Annie che in lacrime riprende la lunga strada verso casa, portando Pilgrim e Grace con sé, mentre Tom osserva dalla cima di una collina la macchina allontanarsi, in sella al suo cavallo.

## Riconoscimenti
- 1999 - Premio Oscar
  - Nomination Miglior canzone (A Soft Place to Fall) a Allison Moorer e Gwil Owen
- 1999 - Golden Globe
  - Nomination Miglior film drammatico
  - Nomination Miglior regia a Robert Redford
- 1998 - Chicago Film Critics Association Award
  - Nomination Miglior performance rivelazione a Scarlett Johansson
  - Nomination Miglior fotografia a Robert Richardson
- 1998 - Bogey Awards
  - Bogey Award in Argento
- 1999 - Eddie Award
  - Nomination Miglior montaggio a Tom Rolf, Freeman A. Davies, Hank Corwin
- 1999 - American Society of Cinematographers
  - Nomination Miglior fotografia a Robert Richardson
- 1999 - BMI Film & TV Award
  - Miglior colonna sonora a Thomas Newman
- 1999 - Blockbuster Entertainment Awards
  - Nomination Miglior attore in un film drammatico/romantico a Robert Redford
  - Nomination Miglior attrice in un film drammatico/romantico a Kristin Scott Thomas
  - Nomination Miglior attore non protagonista in un film drammatico/romantico a Sam Neill
  - Nomination Miglior attrice non protagonista in un film drammatico/romantico a Scarlett Johansson
- 1998 - Artios Award
  - Nomination Miglior casting per un film drammatico a Ellen Chenoweth e Gretchen Rennell
- 1999 - Golden Reel Award
  - Nomination Miglior montaggio sonoro (Dialoghi e ADR)
  - Nomination Miglior montaggio sonoro (Colonna sonora)
- 1999 - Young Artist Awards
  - Nomination Miglior attrice giovane a Scarlett Johansson
- 1997 - British Society of Cinematographers
  - Nomination Miglior fotografia a Robert Richardson
- 1999 - Cinema Audio Society
  - Nomination Miglior sonoro a Tom Johnson, Lora Hirschberg e Tod A. Maitland
- 1998 - Golden Screen
  - Golden Screen
- 1999 - Online Film & Television Association
  - Nomination Miglior performance giovane a Scarlett Johansson
- 1998 - YoungStar Awards
  - Miglior attrice esordiente in un film drammatico a Scarlett Johansson